# اکشن (روایت)

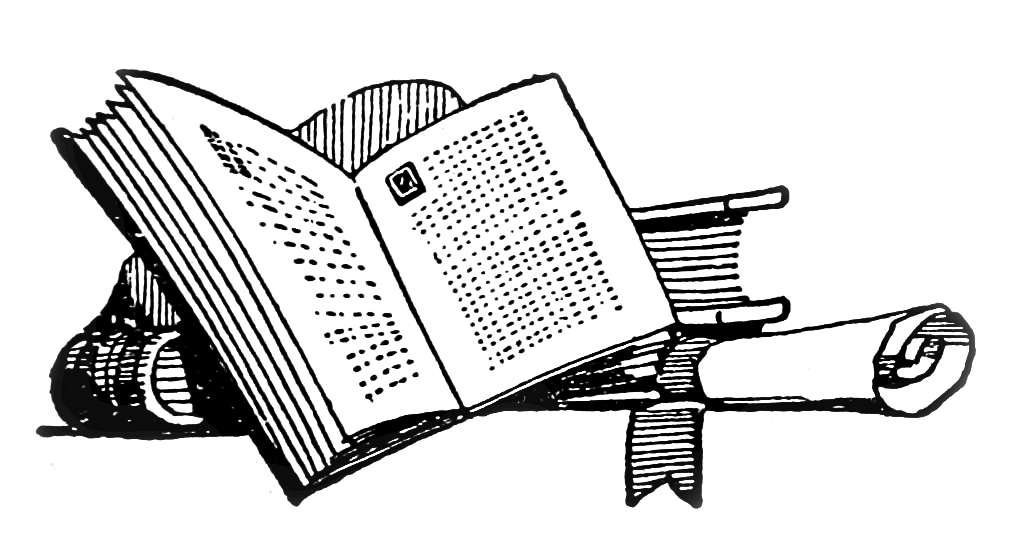
کنش به‌مثابه یک سبک ادبی

اکشن (انگلیسی: Action) در ادبیات، کنش حرکت فیزیکی شخصیت‌هاست.

## کنش به‌مثابه یک سبک ادبی
ایوان مارشال پنج حالت داستان‌نویسی را مشخص می‌کند: اکشن یا کنش، خلاصه، دیالوگ، احساسات/افکار، و پس‌زمینه. او می‌گوید: «اکشن حالتی است [که] نویسندگان داستان برای نشان دادن آنچه در هر لحظه از داستان اتفاق می‌افتد، استفاده می‌کنند. جسیکا پیج مورل شش حالت را برای داستان‌نویسی فهرست می‌کند: اکشن، نمایش، توصیف، گفتگو، خلاصه و انتقال. پیتر سلگین به روش‌هایی از جمله اکشن، گفتگو، افکار، خلاصه، صحنه و توصیف اشاره دارد.
درحالی‌که دیالوگ عنصری است که داستان و شخصیت‌های آن را در صفحه زنده می‌کند و روایت به داستان عمق و ماهیت می‌بخشد، اکشن حرکت درون داستان را ایجاد می‌کند. نوشتن داستان به‌معنای در هم تنیدن همه عناصر داستانی است. وقتی درست انجام شود، دیالوگ‌بافی، روایت و اکشن می‌تواند یک ملیله زیبا خلق کند. صحنه‌ای که پر از اکشن است می‌تواند غیرواقعی به نظر برسد، زیرا این احتمال وجود دارد که شخصیت‌هایی که کاری انجام می‌دهند – اصلاً هر کاری – در طول فعالیت با هم صحبت کنند.